# Joachim Kummert
Joachim Kummert, auch Hans-Joachim Kummert (* 17. Dezember 1834 in Mieste; † 30. März 1914 in Kolberg) war ein deutscher Politiker. Er war langjähriger Bürgermeister der Stadt Kolberg, zuvor Mitglied des Preußischen Abgeordnetenhauses.

## Leben
Kummert besuchte das Gymnasium in Salzwedel und studierte anschließend Rechtswissenschaften an der Friedrich-Wilhelms-Universität zu Berlin und an der Universität Greifswald. 1857 wurde er Mitglied der Burschenschaft Allemannia Heidelberg.
Von 1868 bis 1878 war er Kreisrichter in Köslin. In dieser Zeit wurde er ab 1873 für zwei Wahlperioden für die Deutsche Fortschrittspartei im Wahlkreis Gardelegen-Salzwedel in das Preußische Abgeordnetenhaus gewählt. 
Von 1878 bis 1907 war er, mehrfach wiedergewählt, Bürgermeister der Stadt Kolberg. Kummert war ferner von 1882 bis 1907 Mitglied des Pommerschen Provinziallandtags. 1907 wurde er zum Ehrenbürger von Kolberg ernannt. 
Der schriftliche Nachlass von Joachim Kummert, bestehend aus genealogischen Unterlagen, privater und dienstlicher Korrespondenz, gelangte in den 1980er Jahren in das Geheime Staatsarchiv Preußischer Kulturbesitz.